# Martin F. Fromm

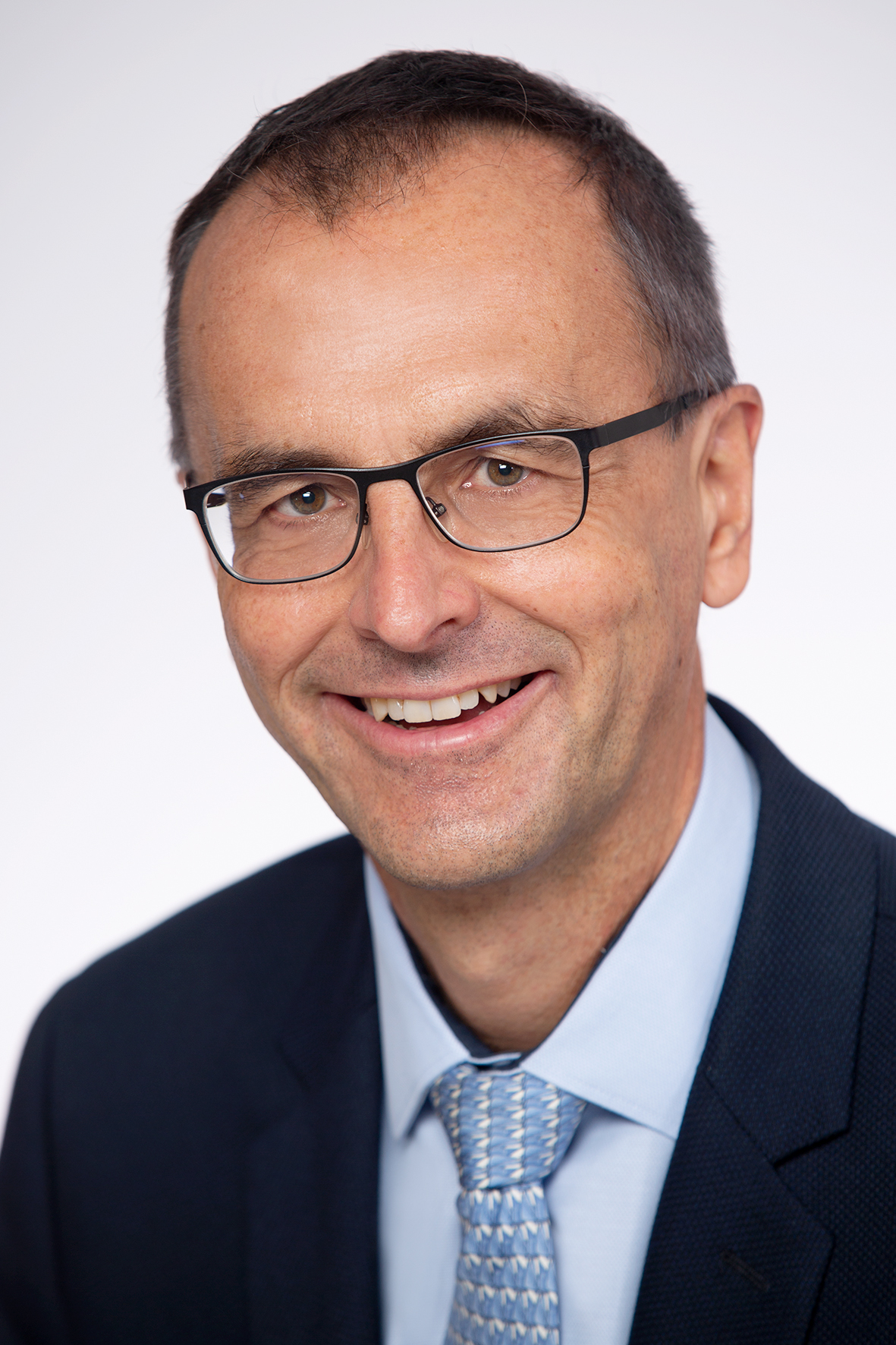
Martin F. Fromm

Martin F. Fromm (* 21. Oktober 1965 in Erlangen) ist ein deutscher Mediziner und Hochschullehrer auf dem Gebiet der Klinischen Pharmakologie. Er ist Direktor des Instituts für Experimentelle und Klinische Pharmakologie und Toxikologie und Lehrstuhlinhaber für Klinische Pharmakologie und Klinische Toxikologie an der Friedrich-Alexander-Universität Erlangen-Nürnberg.

## Werdegang
Nach dem Abitur am Ohm-Gymnasium Erlangen studierte Fromm Humanmedizin an der Universität Erlangen-Nürnberg. Er begann seine berufliche Tätigkeit im Jahr 1992 am Dr. Margarete Fischer-Bosch-Institut für Klinische Pharmakologie (Direktor: Michel Eichelbaum) des Robert-Bosch-Krankenhauses in Stuttgart. einer Einrichtung der Robert Bosch Stiftung.
Im Jahr 1993 promovierte er an der Universität Erlangen-Nürnberg zum Dr. med. Nach der Approbation als Arzt erhielt er 1997 die Anerkennung als Facharzt für Klinische Pharmakologie. Von 1997 bis 1998 war er mit einem Forschungsstipendium der Deutschen Forschungsgemeinschaft (DFG) als wissenschaftlicher Mitarbeiter an der Division of Clinical Pharmacology der Vanderbilt University in Nashville (Tennessee, Vereinigte Staaten) bei Dan Roden und Richard B. Kim tätig.
Im Jahr 2000 erfolgte die Habilitation und die Erteilung der Lehrbefugnis im Fach Klinische Pharmakologie an der Medizinischen Fakultät der Eberhard Karls Universität Tübingen (Thema der Habilitationsschrift: Bedeutung des intestinalen Stoffwechsels und des ABC-Transporterproteins P-Glykoprotein für die Pharmakokinetik und Wirkung von Arzneimitteln). Von 2002 bis 2004 übernahm er die vertretungsweise Besetzung der Universitätsprofessur für Klinische Pharmakologie und Klinische Toxikologie an der Universität Erlangen-Nürnberg. Seit 2004 ist er dort Direktor des Instituts für Experimentelle und Klinische Pharmakologie und Toxikologie und Lehrstuhlinhaber für Klinische Pharmakologie und Klinische Toxikologie.

## Arbeitsgebiete
Die wissenschaftlichen Arbeiten von Fromm beschäftigen sich mit der Verbesserung der Arzneimitteltherapiesicherheit und der Wirksamkeit der Arzneimitteltherapie. Im Bereich Arzneimitteltherapiesicherheit liegen Schwerpunkte bei oral einzunehmenden Krebsmedikamenten (z. B. im Rahmen der AMBORA-Projekte unter gemeinsamer Leitung von Fromm und F. Dörje) und im Gebiet der Geriatrie. Fromm untersucht zudem die Ursachen für Wechselwirkungen zwischen Arzneimitteln, insbesondere vermittelt durch Transporter.
Fromm ist gemeinsam mit Richard B. Kim Herausgeber des Buchs Drug Transporters. Er hat einen h-index von 81 (Stand: 2025).

## Ämter und Mitgliedschaften
- 2003–2007: Stellvertretendes Mitglied im Sachverständigen-Ausschuss für Verschreibungspflicht nach Arzneimittelgesetz
- 2004–2007: Stellvertretender Vorsitzender der Gesellschaft für Klinische Pharmakologie in der Deutschen Gesellschaft für Experimentelle und Klinische Pharmakologie und Toxikologie (DGPT)
- 2004–2008: Vorsitzender der Ethik-Kommission der Friedrich-Alexander-Universität Erlangen-Nürnberg (Bereich: Studien nach Arzneimittelgesetz)
- 2007–2018: Mitglied des Councils der European Association for Clinical Pharmacology and Therapeutics (EACPT)
- 2011–2014: Wahl in die Mitgliederversammlung des Verbundes Klinische Pharmakologie e. V. in Deutschland (VKliPha)
- 2014–2022: Mitglied der Ethik-Kommission der Bayerischen Landesärztekammer, davon 2018–2022 Stellvertretender Vorsitzender
- Seit 2008: Mitglied der Ethik-Kommission der Universität Erlangen-Nürnberg
- Seit 2024: Mitglied der Academia Europaea

Mitgliedschaften in Editorial Boards:
- Seit 2003: International Journal of Clinical Pharmacology and Therapeutics
- 2005–2014: Naunyn Schmiedeberg's Archives of Pharmacology
- Seit 2005: Clinical Pharmacology & Therapeutics
- 2007–2018: Cardiovascular Therapeutics
- Seit 2010: Current Clinical Pharmacology

Quelle:

## Auszeichnungen
- 1998: Presidential Trainee Award, verliehen von der American Society for Clinical Pharmacology and Therapeutics
- 2001: Paul-Martini-Preis, verliehen von der Paul-Martini-Stiftung (Berlin)
- 2015: Erlanger Preis für Medizin, Technik und Gesundheit (gemeinsam mit Renke Maas und Karl-Günter Gaßmann)
- 2015, 2016: Auszeichnung als Highly Cited Researcher im Gebiet „Pharmacology & Toxicology“, Clarivate Analytics
- 2021: MSD Gesundheitspreis, gemeinsam mit Frank Dörje, Pauline Dürr und Katja Gessner für das AMBORA Versorgungsforschungsprojekt bei Krebspatienten
- 2023, 2024: Auszeichnung als Top 3 % Highly Cited Researcher im AD Scientific Index
- 2023, 2024: Auszeichnung als Top 2 % Highly Cited Researcher in der Stanford List

Quellen:

## Publikationen (Auswahl)
- Martin F. Fromm, Richard B. Kim: Drug Transporters. In: Handbook of Experimental Pharmacology. Band 201. Springer-Verlag Berlin Heidelberg, Berlin, Heidelberg 2011, ISBN 978-3-642-14540-7.
- Martin F. Fromm, O. Zolk: Transporter-Mediated Drug Uptake and Efflux: Important Determinants of Adverse Drug Reactions. In: Clinical Pharmacology & Therapeutics. Band 89, Nr. 6, Juni 2011, ISSN 0009-9236, S. 798–805, doi:10.1038/clpt.2010.354.
- Pauline Dürr, Katja Schlichtig, Carolin Kelz, Birgit Deutsch, Renke Maas, Michael J. Eckart, Jochen Wilke, Harald Wagner, Kerstin Wolff, Caroline Preuß, Valeska Brückl, Norbert Meidenbauer, Christian Staerk, Andreas Mayr, Rainer Fietkau, Peter J. Goebell, Frank Kunath, Matthias W. Beckmann, Andreas Mackensen, Markus F. Neurath, Marianne Pavel, Frank Dörje, Martin F. Fromm: The Randomized AMBORA Trial: Impact of Pharmacological/Pharmaceutical Care on Medication Safety and Patient-Reported Outcomes During Treatment With New Oral Anticancer Agents. In: Journal of Clinical Oncology. Band 39, Nr. 18, 20. Juni 2021, ISSN 0732-183X, S. 1983–1994, doi:10.1200/JCO.20.03088.
- Melanie I. Then, Thomas Tümena, Anna Sledziewska, Karl‐Günter Gaßmann, Renke Maas, Martin F. Fromm: Development in Prescriptions of Contraindicated and Potentially Harmful QT Interval–Prolonging Drugs in a Large Geriatric Inpatient Cohort From 2011 to 2021. In: Clinical Pharmacology & Therapeutics. Band 113, Nr. 2, Februar 2023, ISSN 0009-9236, S. 435–445, doi:10.1002/cpt.2813.
- Arne Gessner, Fabian Müller, Pia Wenisch, Markus R. Heinrich, Jörg König, Peter Stopfer, Martin F. Fromm: A Metabolomic Analysis of Sensitivity and Specificity of 23 Previously Proposed Biomarkers for Renal Transporter‐Mediated Drug‐Drug Interactions. In: Clinical Pharmacology & Therapeutics. Band 114, Nr. 5, November 2023, ISSN 0009-9236, S. 1058–1072, doi:10.1002/cpt.3017.